# شبکه دانشگاهی

### شبکهٔ پردیسی[۱]یاشبکهٔ دانشگاهی، «شبکه‌ای رایانه‌ای» است که از اتصال چند«شبکه محلی» (LAN)که همه آنها محدود به یک ناحیه جغرافیایی هستند ساخته می‌شود، مانند محوطه یک دانشگاه، یک مجموعه صنعتی یا یک پایگاه نظامی. می‌توان آن را به عنوان یکی از انواع«شبکه‌های کلان‌شهری» (MAN)به حساب آورد که عموماً محدود به ناحیه‌ای کوچک‌تر از اندازه معمول یک شبکه شهری  است.
در حالتی که در فضای یک دانشگاه شبکه‌ای خاص از نوع شبکه دانشگاهی داشته باشیم، شبکه مورد نظر یحتمل ساختمان‌های دانشکده‌های مختلف شامل بخش‌های آکادمیک، کتابخانه دانشگاه و ساختمان خوابگاه دانشجویان را به یکدیگر متصل می‌کند. شبکه دانشگاهی بزرگ‌تر از یک «شبکه محلی» ولی کوچکتر از یک «شبکه گسترده» (WAN) است.

## پردیس های دانشگاهی
شبکه‌های منطقه‌ای دانشگاه یا کالج معمولاً مجموعه‌ای از ساختمان‌های مختلف را به هم متصل می‌کنند که شامل ساختمان‌های اداری، ساختمان‌های آموزشی، کتابخانه‌های دانشگاهی، مراکز دانشجویی یا دانشگاهی، سراهای اقامتی، ورزشگاه‌ها و ساختمان‌های دیگری مانند مراکز همایش، مراکز فناوری و موسسات آموزشی می‌شود.
نمونه‌های اولیه شامل شبکه دانشگاهی استنفورد در دانشگاه استنفورد، پروژه آتنا در دانشگاه MIT و پروژه اندرو در دانشگاه کارنگی ملون می‌باشد

## پردیس های شرکتی
به همان شکلی که شبکه محوطه دانشگاهی، یک شبکه محوطه شرکتی برای اتصال ساختمان‌ها استفاده می‌شود. نمونه‌هایی از این نوع شبکه‌ها، شبکه‌هایی در گوگل‌پلکس و محوطه مایکروسافت هستند. شبکه‌های محوطه معمولاً از طریق پیوندهای اترنت با سرعت بالا که بر روی فیبر نوری عمل می‌کنند، مانند اترنت گیگابیت و اترنت 10 گیگابیت، به هم متصل می‌شوند.

## محدوده
دامنه شبکه CAN از 1 کیلومتر تا 5 کیلومتر است. اگر دو ساختمان دامنه‌های یکسانی داشته باشند و از یک شبکه برای اتصال استفاده کنند، آن را فقط به عنوان CAN در نظر می‌گیرند. اگرچه CAN عمدتاً برای محوطه‌های شرکتی استفاده می‌شود، بنابراین ارتباط به سرعت بالا خواهد بود.